# Locul fosilifer Ohaba-Ponor
Locul fosilifer Ohaba - Ponor este o arie protejată de interes național ce corespunde categoriei a IV-a IUCN (rezervație naturală de tip paleontologic), situată în județul Hunedoara, pe teritoriul administrativ al comunei Pui.
Rezervația naturală inclusă în Parcului Natural Grădiștea Muncelului-Cioclovina este situată în Munții Șureanu, în apropierea satului Ohaba-Ponor. Aria protejată are o suprafață de 10 ha și reprezintă un punct fosilifer ce adăpostește moluște fosile de vârstă mezozoică și terțiară.